# Байронічний герой

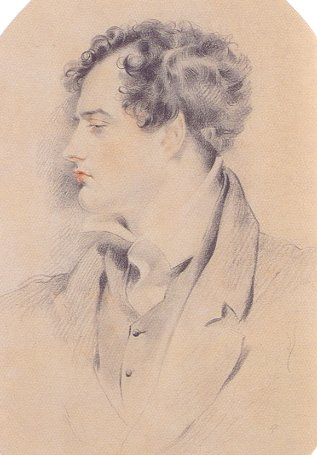
Байрон, 1816, автор Генрі Харлоу

Байроні́чний геро́й — тип літературного героя, створений Дж. Байроном: самотня розчарована людина (часто із загадковим минулим), яка з гордим презирством ставиться до інших й мститься суспільству, що відштовхнуло її, але при цьому й сама страждає — у нього страдницька душа, сильний характер і бунтівлива вдача, вільнолюбний бунтар з вразливою душею.
Типовий байронічний герой — титаноборець, бунтар, одержимий «світовою скорботою», мрійник, ідеаліст, що пережив тяжке розчарування, крах своїх ідеалів — це самотній мандрівник, вигнанець. Зазвичай це винятковий характер, що діє за виняткових обставин: для нього характерні глибокі та інтенсивні почуття, туга, меланхолія, душевні поривання, палкі пристрасті, він відкидає закони, яким підкоряються інші. Тому такий герой завжди вивищується над оточенням.

## Характерні риси байронічного героя
- Високий рівень інтелекту. Герой легко пристосовується до нових обставин, проявляє кмітливість заради власної вигоди.
- Цинізм та зарозумілість. Це проявляється у ставленні до людей чи подій. Герой вважає себе вищим за інших. Навіть ставлення до влади є зневажливим. Через це така людина часто стає вигнанцем.
- Егоцентризм. Герой перестає відчувати докори сумління, вважає себе завжди правим.
- Прямолінійність. Людина безкомпромісна, не визнає лицемірства.
- Меланхолія. Байронічний герой дуже рано «переситився життям». Він шукає в житті справжнього діла, але не знаходить. Його охоплює сильна нудьга і самотність.
- Приємна зовнішність, стиль, такт. Така людина завжди намагається бути взірцем стилю. Одна з причин — потреба в постійному завоюванні жінок.
- Таємничість. Та риса, яка особливо приваблює жінок, а також провокує до різних проблемних ситуацій.

## Байронічний тип героя
Байронічний тип героя — одне з найяскравіших явищ романтичного мистецтва. Після багатьох років панування класицизму, за законами якого художній образ будувався відповідно до велінь розуму та громадянського і морального обов'язку, почав формуватися новий творчий метод. У процесі становлення романтизму визначальним став інтерес до індивідуальних рис особистості, до її почуттів, прагнень — до пізнання внутрішнього світу героя. Поеми Байрона «Паломництво Чайльд Гарольда», 1812 р.) і Пушкіна («Кавказький бранець», 1820 р.) належать до найвизначніших творів, центральні персонажі яких є носіями поширених у першій чверті XIX ст. настроїв — страждання від почуття розчарованості, відрази від того, що вважалося принадами життя, відчуття самотності у своєму колі і прагнення до особистої свободи.
 Загальні риси «байронічного» героя в тій чи іншій мірі знайшли відображення в літературах різних країн — у творах Бенжамена Констана, Альфреда де Віны, Адама Міцкевича, О.Пушкіна, М.Лермонтова. При схожості визначальних рис образи героїв цих творів несуть у собі ознаки своєрідності національного буття і культури. Вічна проблема «людина і світ» набувала нового трактування. Індивідуальні риси особистості почали розглядатися у причиннонаслідковому зв'язку з історикокультурними умовами і пануючими у суспільстві поняттями і звичаями. Осмислення такого зв'язку іноді підкреслювалось навіть назвами творів. Альфред де Мюссе назвав свій твір «Сповідь сина століття» (1836), М.Лермонтов — «Герой нашого часу» (1840).
Із поняттям «байронічний герой» пов'язане поняття — «байронізм», або «байронічна течія літератури романтизму». Її суттю є вже названі ознаки (наявність «байронічного героя» домінування настроїв «світової скорботи», необхідності нехай і приреченої на поразку боротьби).
В Україні байронізм позначився на «Історії Русів», на творчості Є. Гребінки, М.Петренка, Л.Боровиковського та інших представників Харківської школи романтиків, згодом П.Куліша, однак рзкрився лише незвичайними своїми гранями, передовсім пейзажній ліриці. Елементи байронізму спостерігаються в ранній поезії І.Драча, М. Вінграновського.